# Castasegna
Castasegna (, toponimo italiano; in tedesco Castasengen, desueto) è una frazione di 191 abitanti del comune svizzero di Bregaglia, nella regione Maloja (Canton Grigioni).

## Geografia fisica
Castasegna è situato in Val Bregaglia, sulla sponda destra della Maira; dista 11 km da Chiavenna, 38 km da Sankt Moritz e 104 km da Coira. Il punto più elevato del territorio è a quota 2 876 m s.l.m. sul Pizzo Galleggione, sul confine con Villa di Chiavenna e Soglio.

## Storia
Castasegna ospita quello che un tempo era il più vasto castagneto d'Europa, noto come Brentàn, da cui derivano il nome e lo stemma del paese. Dopo l'adesione alla riforma protestante (1522) Castasegna nel 1553 ottenne un proprio pastore evangelico. 
Già comune autonomo che si estendeva per 6,78 km², il 1º gennaio 2010 è stato accorpato agli altri comuni soppressi di Bondo, Soglio, Stampa e Vicosoprano per formare il nuovo comune di Bregaglia.

## Monumenti e luoghi d'interesse

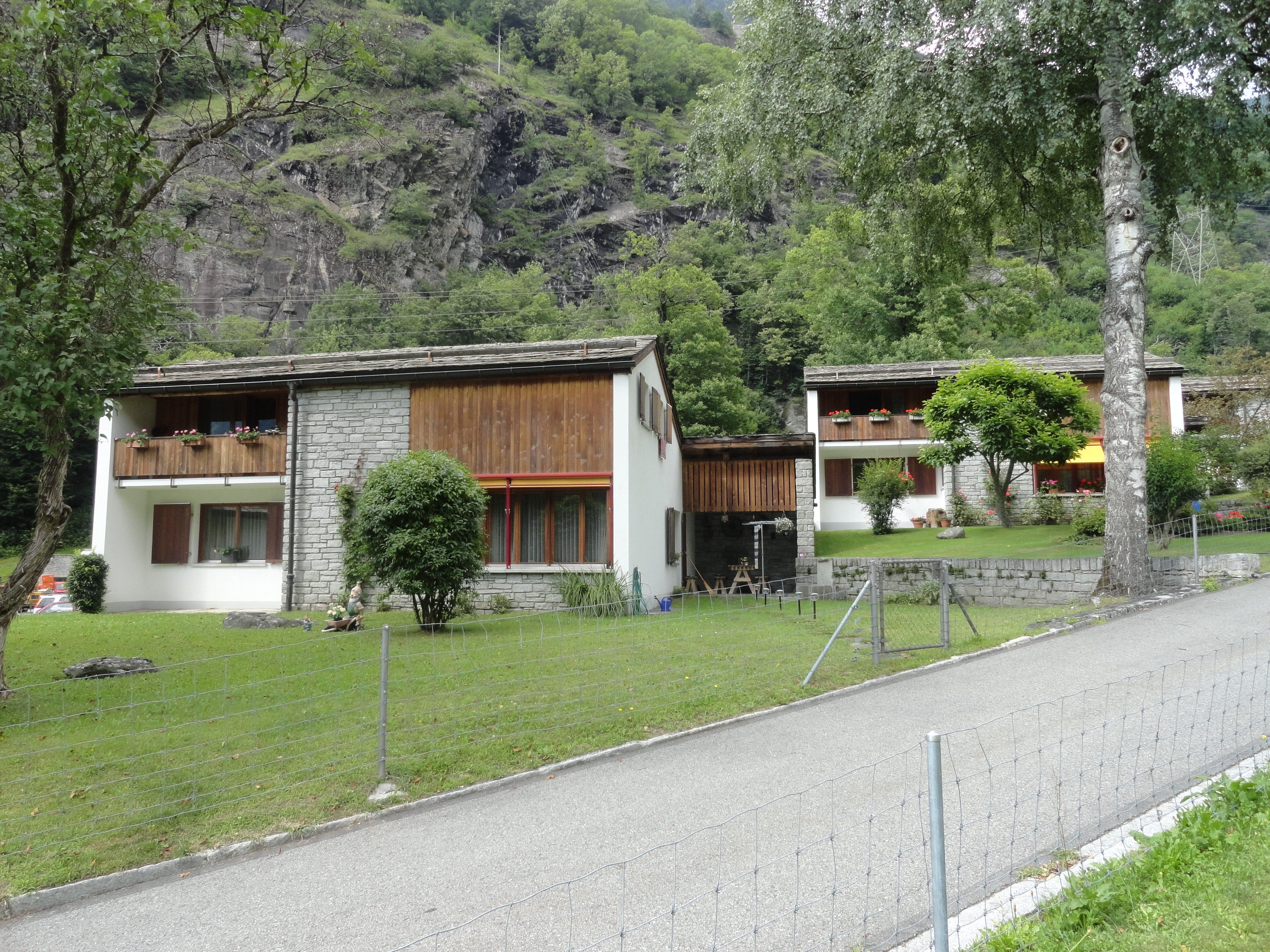
L'agglomerato Brentan

- Chiesa riformata della Santissima Trinità, eretta nel 1664[1];
- Chiesa di San Gian, attestata dal 1409[1];
- Villa Garbald, costruita su progetto di Gottfied Semper nel 1863-1864[3];
- Agglomerato Brentan, complesso residenziale costruito su progetto di Bruno Giacometti nel 1957-1959[4].

## Società

### Evoluzione demografica
L'evoluzione demografica è riportata nella seguente tabella:
Abitanti censiti

### Lingue e dialetti
Nel 2000 la popolazione era per l'81% italofona, per il 16% germanofona e per il 3% francofona e romancia.
| %   | Ripartizione linguistica (gruppi principali) |
| --- | -------------------------------------------- |
| 16% | madrelingua tedesca                          |
| 81% | madrelingua italiana                         |
| 3%  | madrelingua romancia                         |

## Economia
Nel paese è presente una centrale elettrica della Elektrizitätswerk der Stadt Zürich (EWZ), la società per l'elettricità di Zurigo .

## Infrastrutture e trasporti
Le stazioni ferroviarie più vicine sono quelle di Chiavenna, in Italia, e di Sankt Moritz.